# Тони (премия)
Пре́мия «То́ни» (англ. Tony Award) — популярное название премии, ежегодно присуждаемой за достижения в области американского театра, включая музыкальный театр (прежде всего многочисленные постановки на Бродвее, Нью-Йорк). Полное официальное название премии — «Antoinette Perry Award for Excellence in Theatre». Своё название премия получила в честь американской актрисы и режиссёра Антуанетты Перри (1888—1946).
Премия присуждается сообществом, состоящим из приблизительно 700 человек, имеющих отношение к индустрии развлечения и журналистики. Премия «Тони» была основана в 1947 году и считается театральным эквивалентом кинематографического «Оскара», музыкальной «Грэмми» и телевизионной «Эмми».
В настоящее время премия вручается в 26 основных и 4 специальных категориях.
Лауреатами премии «Тони» становились многие видные актёры и деятели театра. Среди знаменитых лауреатов есть также много представителей современной киноиндустрии и телевидения, например, Аль Пачино, Брайан Крэнстон, Вупи Голдберг, Дензел Вашингтон, Кевин Спейси, Виола Дэвис, Хью Джекман, Кэтрин Зета-Джонс, Скарлетт Йоханссон, Эдди Редмэйн, Эндрю Гарфилд, Джоди Комер, Джереми Стронг, Сара Полсон, Анджелина Джоли и другие.

## Категории премии

### Пьесы
- Лучшая пьеса
- Лучшая режиссура пьесы
- Лучшая мужская роль в пьесе
- Лучшая женская роль в пьесе
- Лучшая мужская роль второго плана в пьесе
- Лучшая женская роль второго плана в пьесе
- Лучшие костюмы
- Лучший свет
- Лучшая возрождённая пьеса
- Лучший дизайн сцены
- Лучший звук

### Мюзиклы
- Лучший мюзикл
- Лучшая режиссура мюзикла
- Лучшая мужская роль в мюзикле
- Лучшая женская роль в мюзикле
- Лучшая мужская роль второго плана в мюзикле
- Лучшая женская роль второго плана в мюзикле
- Лучшее либретто
- Лучшая хореография
- Лучшие костюмы
- Лучший свет
- Лучшая оркестровка
- Лучшая музыка и/или стихи
- Лучший возрождённый мюзикл
- Лучший дизайн сцены
- Лучший звук

### Специальные
- Региональный театр
- Специальная награда
- За выдающиеся достижения
- Премия Изабель Стивенсон

## Специальная премия
Специальной премии «Тони» за самые различные театральные достижения в разные годы были удостоены: Джуди Гарленд (1952 — за важный вклад в возрождение водевиля), театральная коллекция Нью-Йоркской публичной библиотеки (1956), сэр Джон Гилгуд (1959), Франко Дзеффирелли (1962), Ирвинг Берлин (1963), Одри Хепбёрн (1968), Морис Шевалье (1968), Марлен Дитрих (1968), Леонард Бернстайн (1969), Барбра Стрейзанд (1970), Юл Бриннер (1985 — за 4525 спектаклей «Король и я») и многие другие.